# Erich Polmar
Erich Polmar war ein deutscher Leistungsturner.

## Leben und Karriere
Polmar turnte für den Turnerbund Hohenstein-Ernstthal.
Er gehörte zeitweise der deutschen Nationalmannschaft an und erzielte zahlreiche vordere Platzierungen bei den deutschen Meisterschaften. Bei den Deutschen Turnmeisterschaften 1931 in der Essener Grugahalle erreichte er in der Gesamtwertung einen zweiten Platz. Er war einer der namhaften Turner, die am 2. Mai 1932 beim „Schönheits-Werbeturnen“ im Landestheater Altenburg unter Schirmherrschaft des Turnklubs Altenburg teilnahmen. Bei den Deutschen Meisterschaften 1934 in der Dortmunder Westfalenhalle wurde er Siebter.
Am 31. März 1935 turnte er in der deutschen Nationalmannschaft beim Kunstturnen Reichsheer-Deutsche Turnerschaft auf Seiten der Deutschen Turnerschaft und konnte einen achten Platz erringen.
Am 28. April 1935 gehörte er zur deutschen Mannschaft, die in der mit 10.000 Zuschauern vollbesetzten Jahrhunderthalle in Breslau im Länderkampf gegen Ungarn gewann.
Zudem turnte er bei Städte- und Gaukämpfen.